# Fosse Déjardin
La fosse Déjardin de la Compagnie des mines d'Aniche est un ancien charbonnage du Bassin minier du Nord-Pas-de-Calais, situé à Sin-le-Noble. Le premier puits est commencé en 1901 au nord de la commune, et commence à produire en 1904. Le puits Déjardin no 2 est commencé en 1907. La fosse est détruite pendant la Première Guerre mondiale.
La Compagnie des mines d'Aniche est nationalisée en 1946, et intègre le Groupe de Douai. La fosse reprend en 1958 le champ d'exploitation de la fosse Bernard, qui vient de fermer. Au milieu des années 1960, la fosse est approfondie, ce qui lui permet d'être concentrée sur la fosse Gayant en 1965. Deux ans plus tard, les installations de surface sont modernisées, le changement le plus visible est le nouveau chevalement à molettes superposées, similaire à celui de Notre Dame no 2, qui équipe le puits no 1.
À la fermeture de la concentration Gayant en 1978, la fosse Déjardin est concentrée sur Barrois, jusque sa fermeture le 30 juin 1984. Elle assure ensuite la remonte du matériel du fond, et les puits sont remblayés en 1985, les chevalements et les installations détruites l'année suivante.
Au début du XXIe siècle, Charbonnages de France matérialise les têtes des puits Déjardin nos 1 et 2. Il ne reste plus rien de la fosse, mais les cités, appartenant également à la fosse Bernard, ont été rénovées. Le golf du Bois des Retz est installé sur une partie du carreau de fosse. La cité-jardin de la Solitude et son école, la cité pavillonnaire de la Ferronnière, la cité de corons Saint-Joseph et la cité moderne du Godion ont été classées le 30 juin 2012 au patrimoine mondial de l'Unesco.

## La fosse
Au tout début du XXe siècle, la Compagnie des mines d'Aniche décide d'exploiter le nord de sa concession. Pour cela, elle ouvre les fosses Déjardin à Sin-le-Noble et De Sessevalle à Somain.

### Fonçage
La fosse Déjardin est commencée en 1900 ou plus probablement en 1901, au nord de la commune, à 1 575 mètres à l'est-nord-est de la fosse Bernicourt, dont l'exploitation cesse le 19 janvier 1901 à la suite d'un incendie, à 2 260 mètres à l'est-nord-est de la fosse Gayant, et à 2 250 mètres au nord-est de la fosse Notre Dame.
Le diamètre du puits est de 5,10 mètres, le plus large diamètre utilisé par la Compagnie d'Aniche. Le cuvelage est en fonte de 1,07 à 92,35 mètres. Le terrain houiller a été atteint à 148,50 mètres, ou moins probablement, 150 mètres. Le fonçage du puits Déjardin no 1 est terminé le 8 septembre 1902.

### Exploitation
La fosse commence à extraire en 1904. Le puits Déjardin no 2 est commencé en 1907, à 50 mètres à l'est-sud-est du premier. Le diamètre du puits est de quatre mètres, son cuvelage est en fonte de 1,05 à 92,32 mètres, pour ainsi dire identique au premier. Le terrain houiller a été atteint à 150,40 mètres. Ce second puits est destiné à assurer l'aérage et le service. La fosse est détruite pendant la Première Guerre mondiale.
La Compagnie des mines d'Aniche est nationalisée en 1946, et intègre le Groupe de Douai. En 1950, la fosse exploite à 203, 310 et 410 mètres. Le puits no 1 est équipé d'une machine à vapeur Thomas Peslin, comme à la fosse Lemay, alors que le puits no 2 est doté d'un treuil de 430 chevaux. La fosse Bernard, sise à 1 530 mètres au nord-nord-est, ferme en 1958, la fosse Déjardin reprend son champ d'exploitation.
L'exploitation passe à 411 et 511 mètres en 1964. L'année suivante, le puits no 1 est approfondi, et une bowette à l'étage 625 relie la fosse Déjardin à la concentration Gayant. Comme au puits Notre Dame no 2, les machines d'extraction s'avèrent insuffisantes pour atteindre cette profondeur, les installations sont donc modernisées en 1967. Le changement le plus visible est le chevalement à molettes superposées qui a été installé par-dessus le puits Déjardin no 1, il est similaire à celui du puits Notre Dame no 2. Une machine à poulie Koepe Alsthom de 1 650 chevaux équipe le puits, elle provient du bassin houiller de la Loire.
Lorsque la concentration Gayant ferme en 1978, la fosse Déjardin est concentrée sur la fosse Barrois, sise à 4 625 mètres à l'est-sud-est. La production de Déjardin remonte alors par Barrois no 2. La fosse Déjardin ferme en même temps que la fosse Barrois, le 30 juin 1984. Elle remonte alors le matériel récupérable après la fermeture.
Les puits Déjardin nos 1 et 2, respectivement profonds de 676 et 419 mètres, sont remblayés en 1985, la même année que les puits de Lemay, Bonnel et Barrois,,. Huit étages de recette, situés à 203, 310, 410, 431, 481, 571, 586 et 646 mètres, sont établis dans le puits no 1, alors que le second puits n'en compte que trois, établis à 203, 310 et 410 mètres. Les chevalements ainsi que les installations de la fosse sont détruits en 1986.

### Reconversion
Au début du XXIe siècle, Charbonnages de France matérialise les têtes de puits, un sondage de décompression est installé sur le puits no 2. Le BRGM y effectue des inspections chaque année. Le golf du Bois des Retz est installé sur une partie du carreau de fosse.

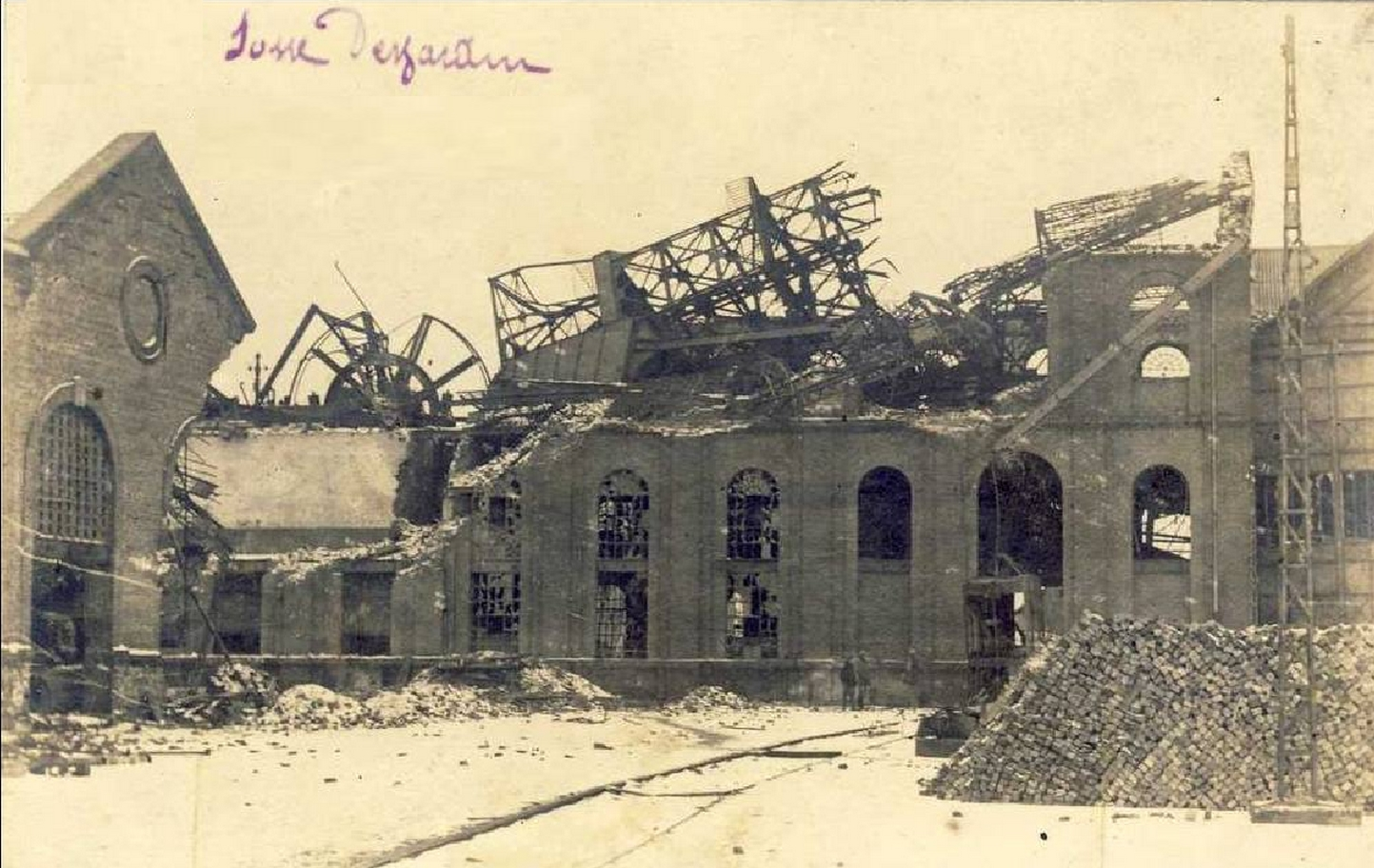
La fosse Déjardin après la Première Guerre mondiale.
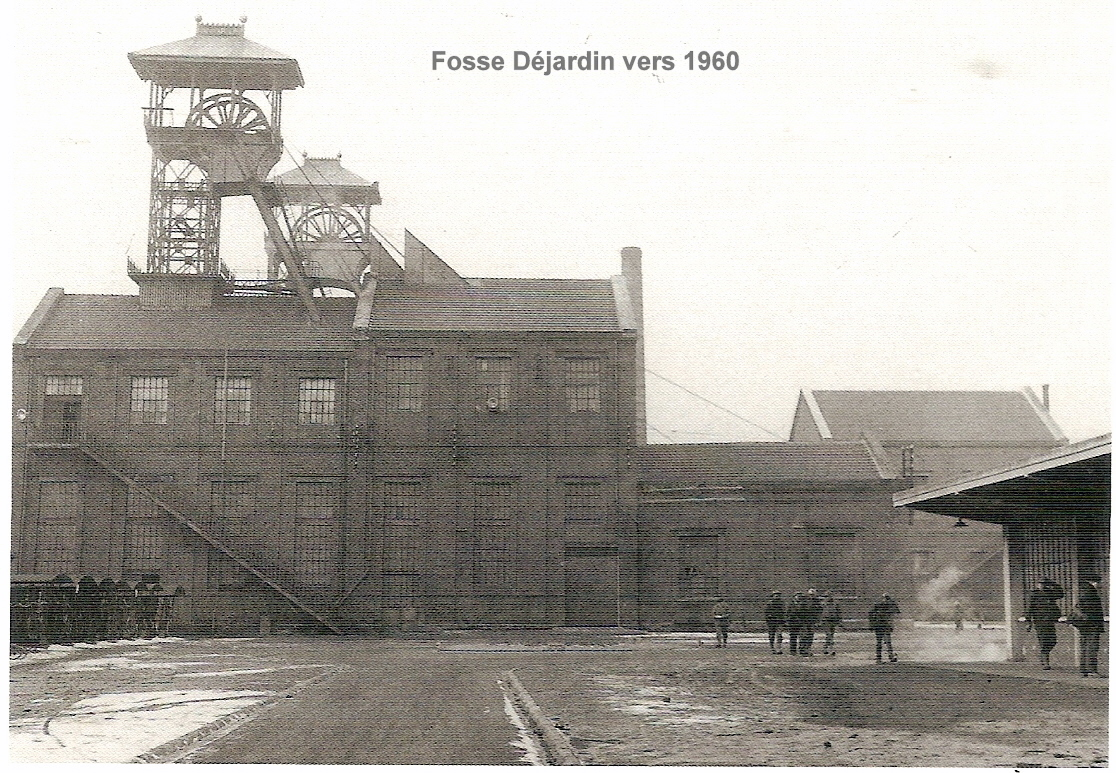
La fosse Déjardin avant sa modernisation.
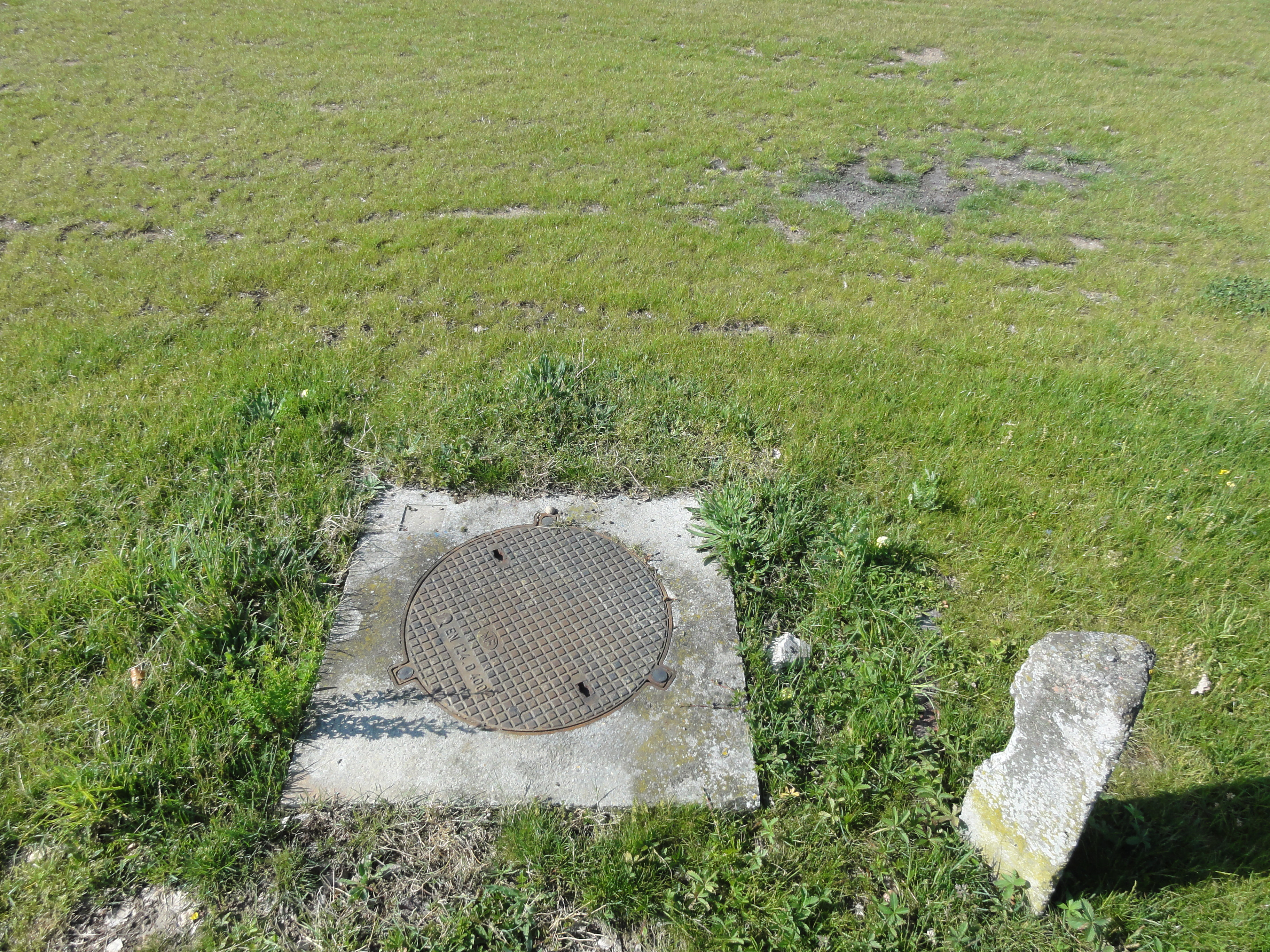
La tête de puits matérialisée Déjardin no 1.
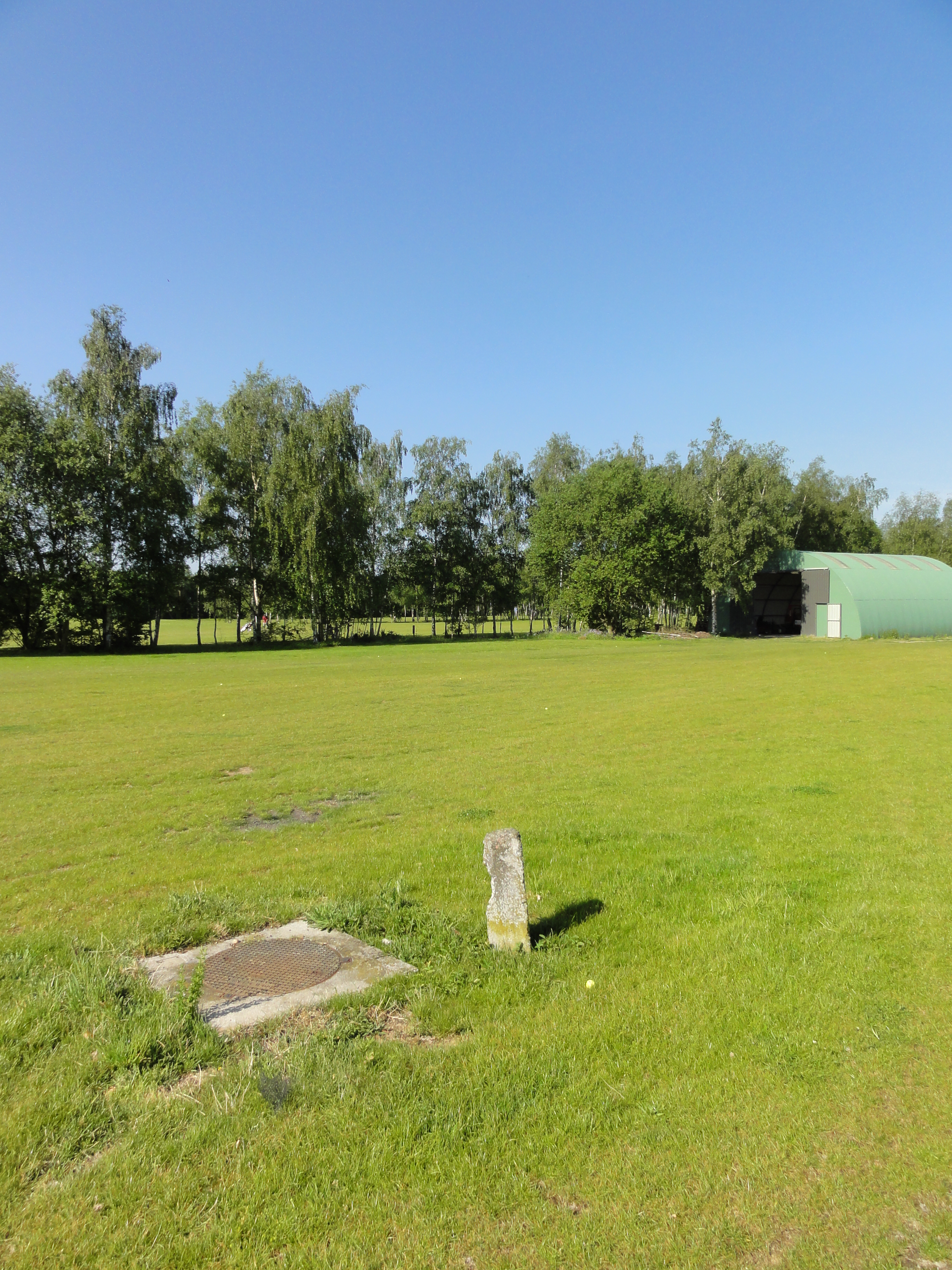
Le puits Déjardin no 1 dans son environnement.
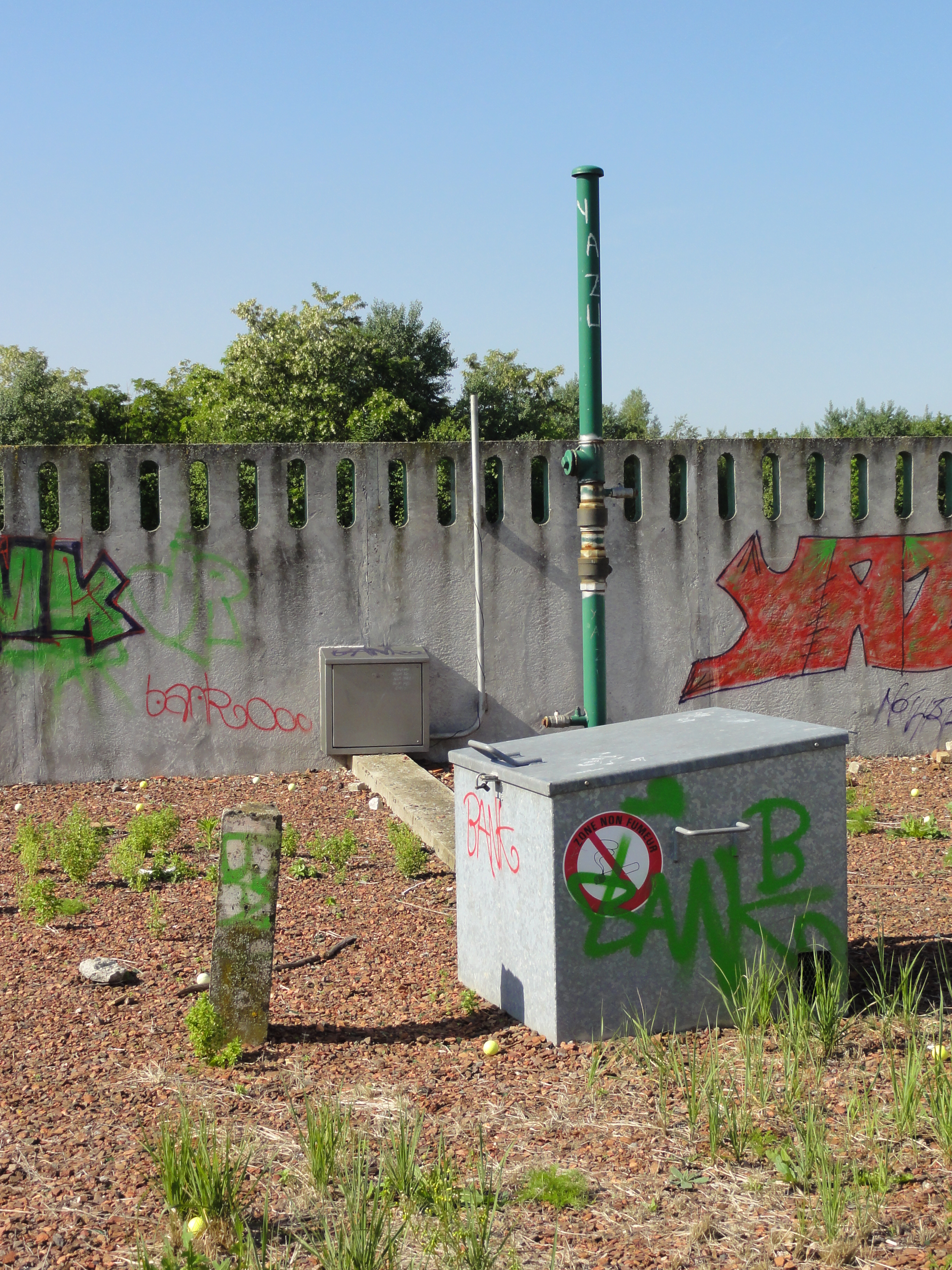
Le sondage de décompression sur le puits Déjardin no 2.
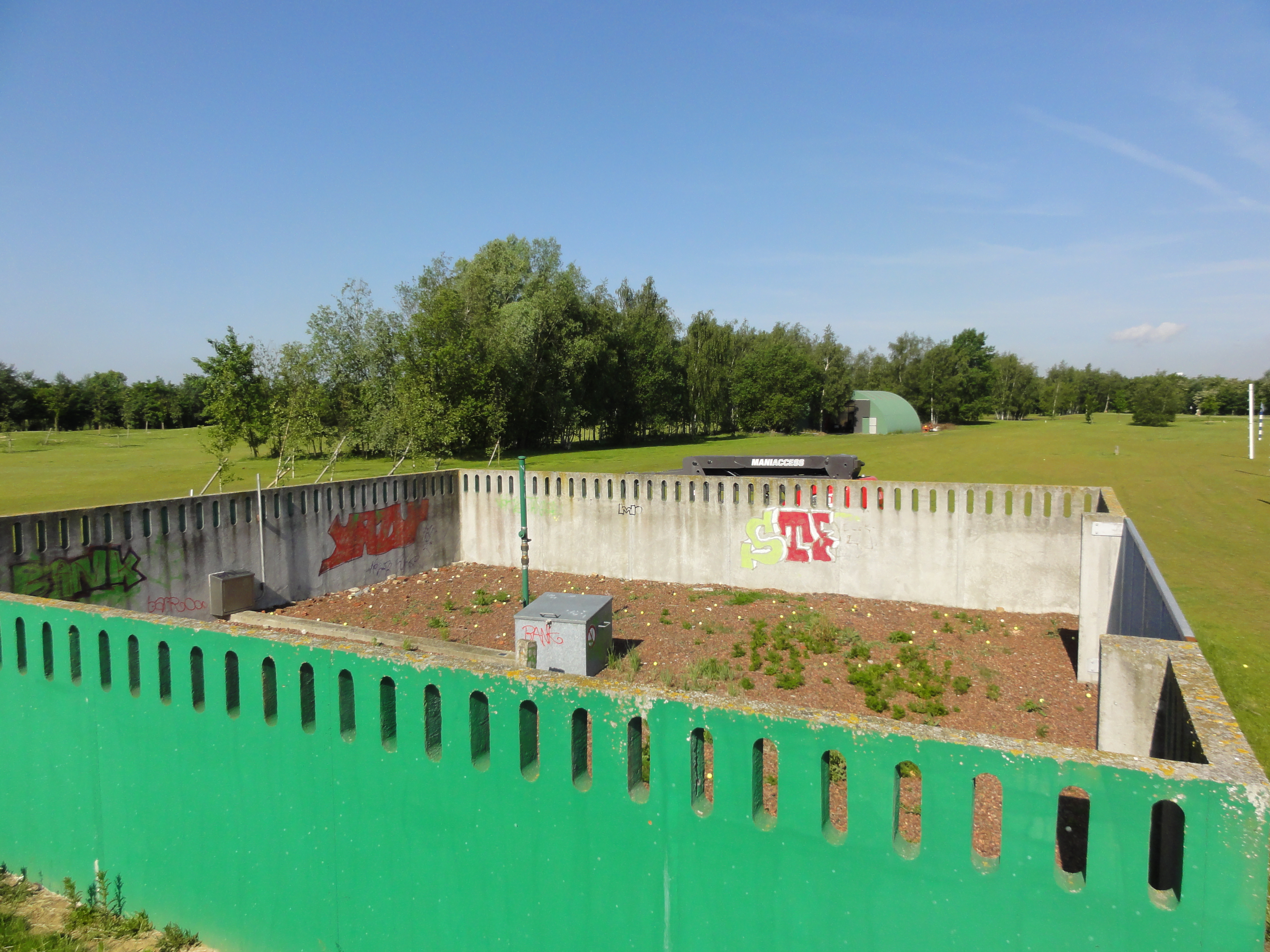
Le puits Déjardin no 2 dans son environnement.

## Les cités
D'immenses cités minières sont établies au nord-est de la fosse Bernard, elles sont communes aux fosses Bernard et Déjardin. Elles bénéficient d'une grande variété architecturale. La cité-jardin de la Solitude et son école, la cité pavillonnaire de la Ferronnière, la cité de corons Saint-Joseph et la cité moderne du Godion font partie des 353 éléments répartis sur 109 sites qui ont été classés le 30 juin 2012 au patrimoine mondial de l'Unesco. Ils constituent le site no 33.

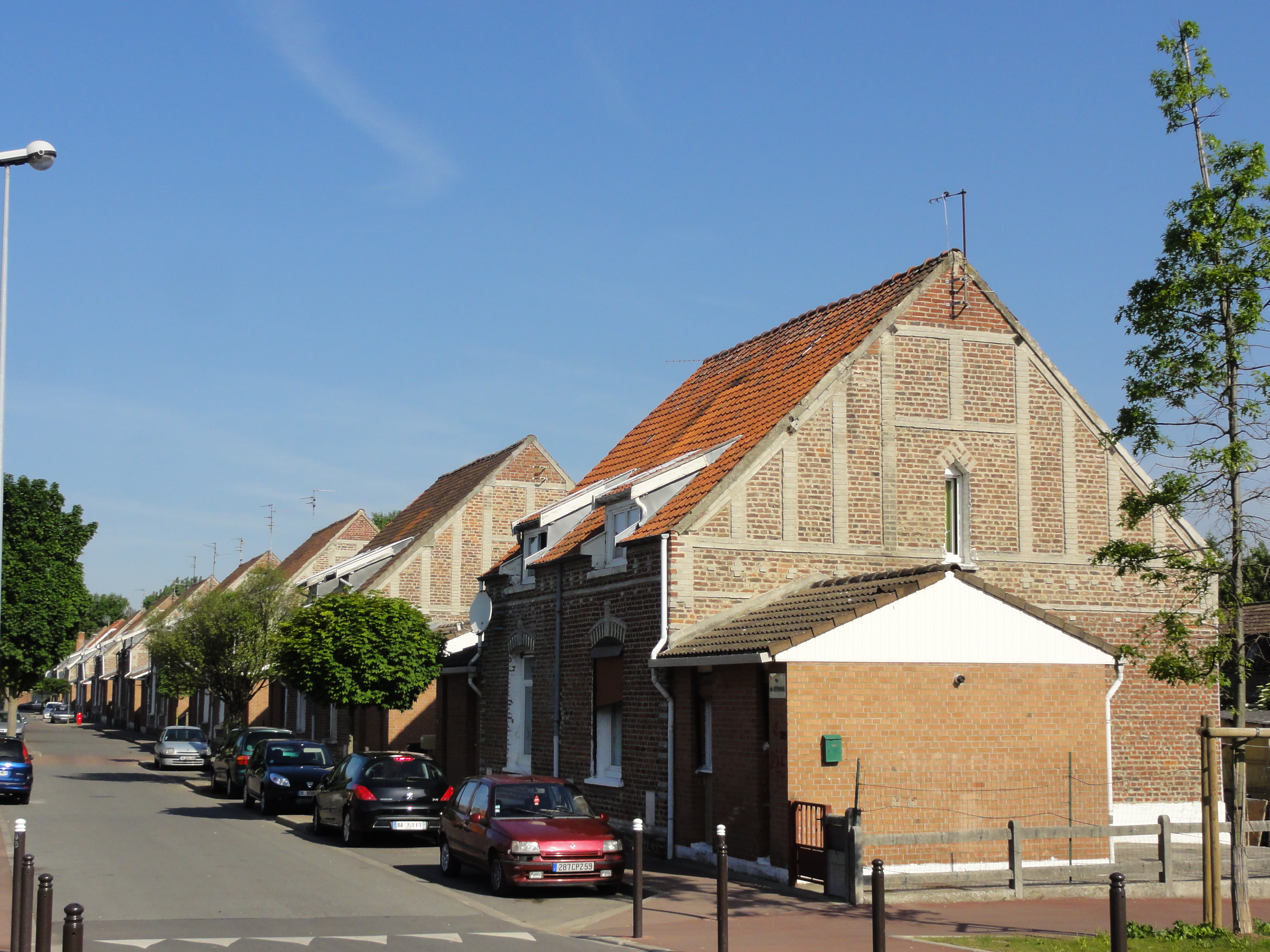
Habitations groupées par deux.
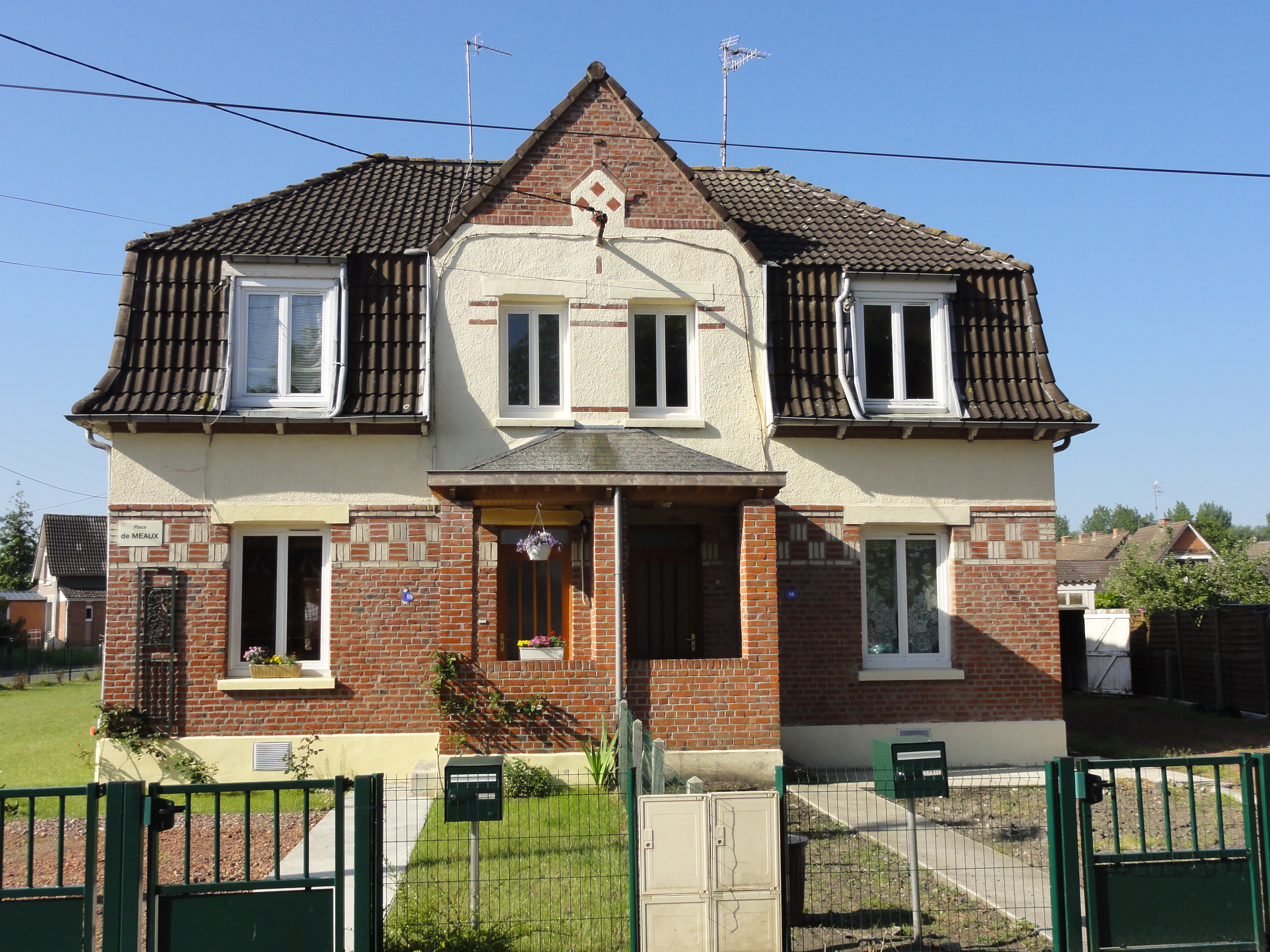
Habitations groupées par deux.
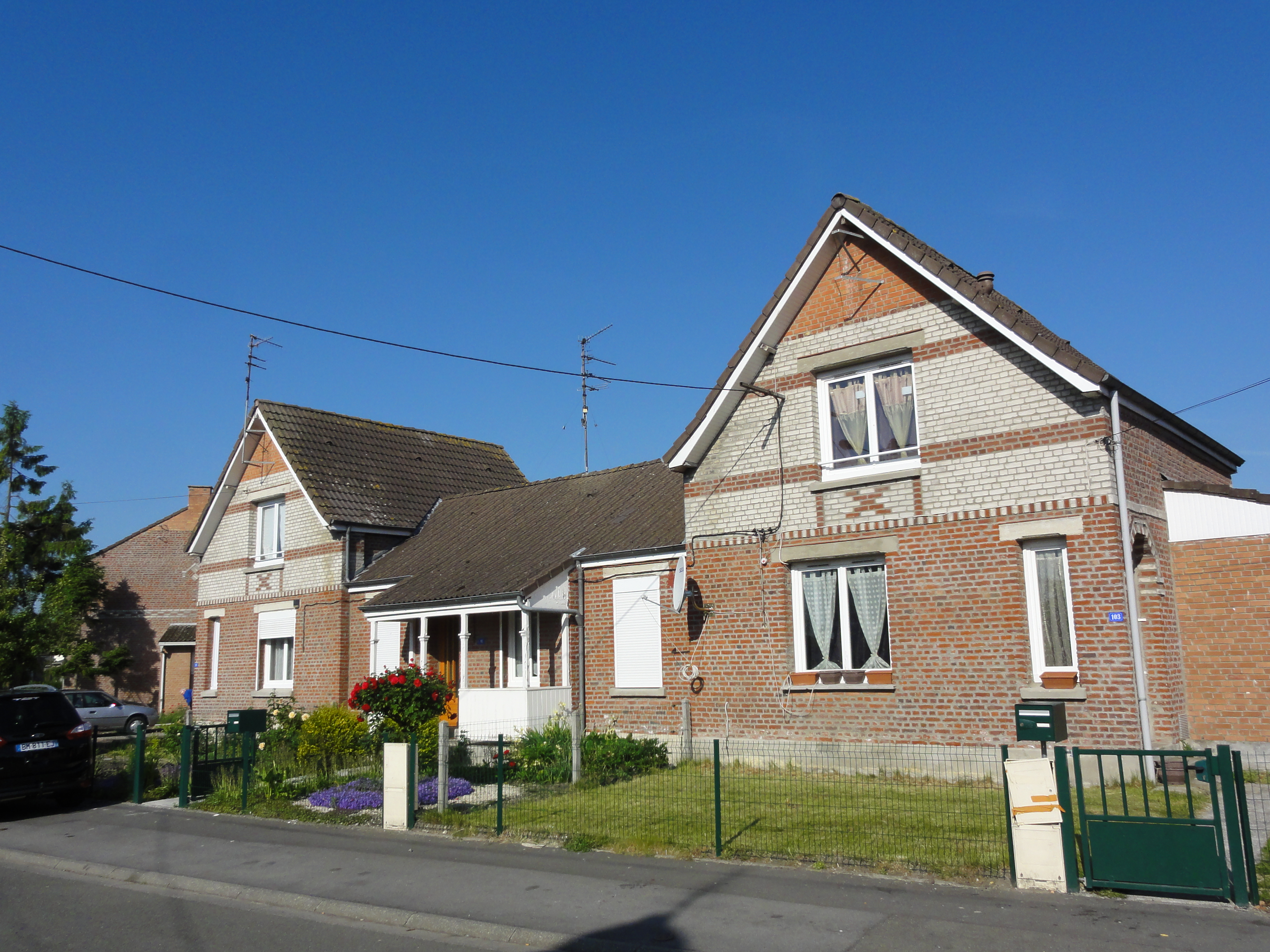
Habitations groupées par trois.
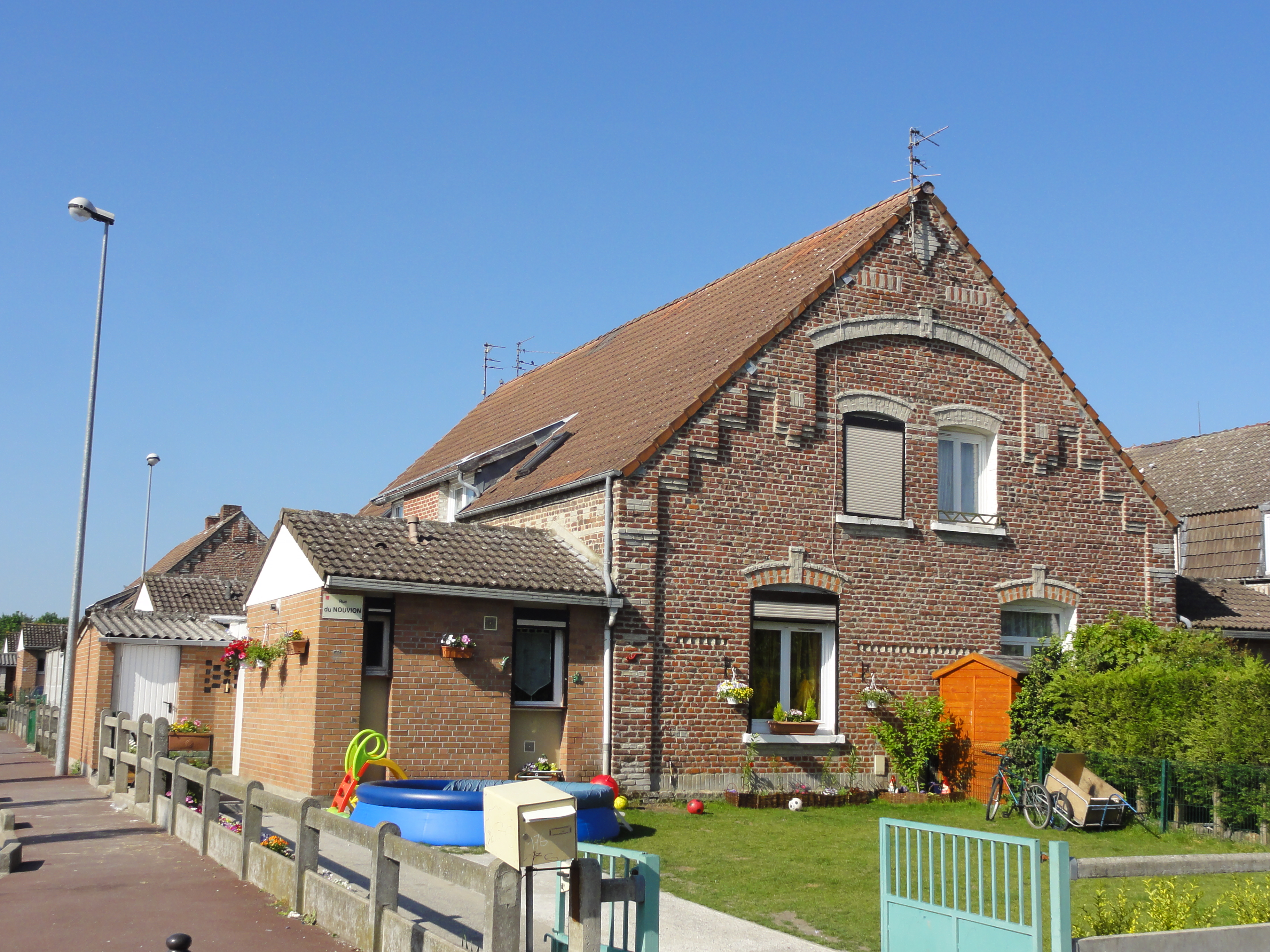
Habitations groupées par quatre.
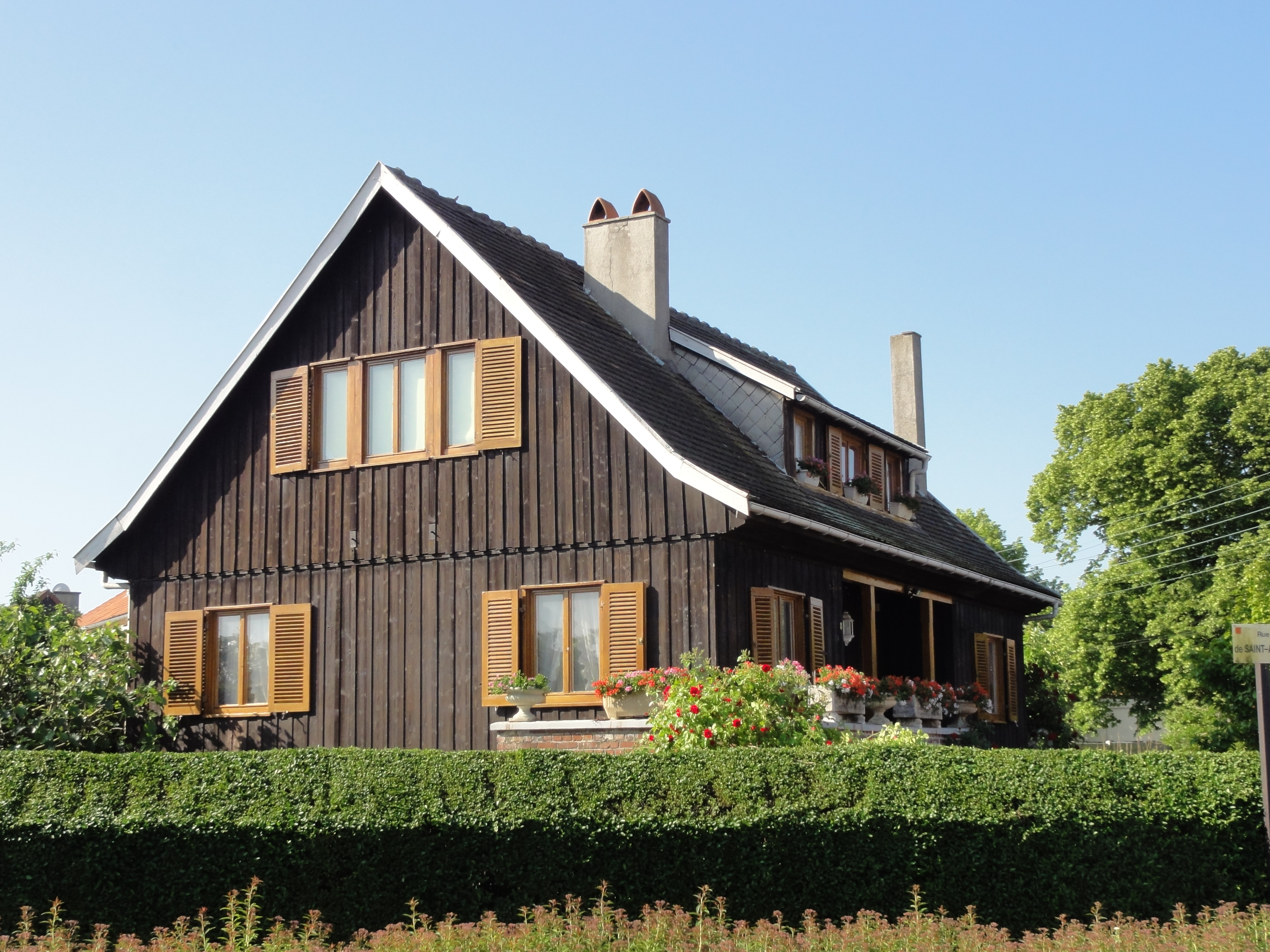
Habitations post-Nationalisation.
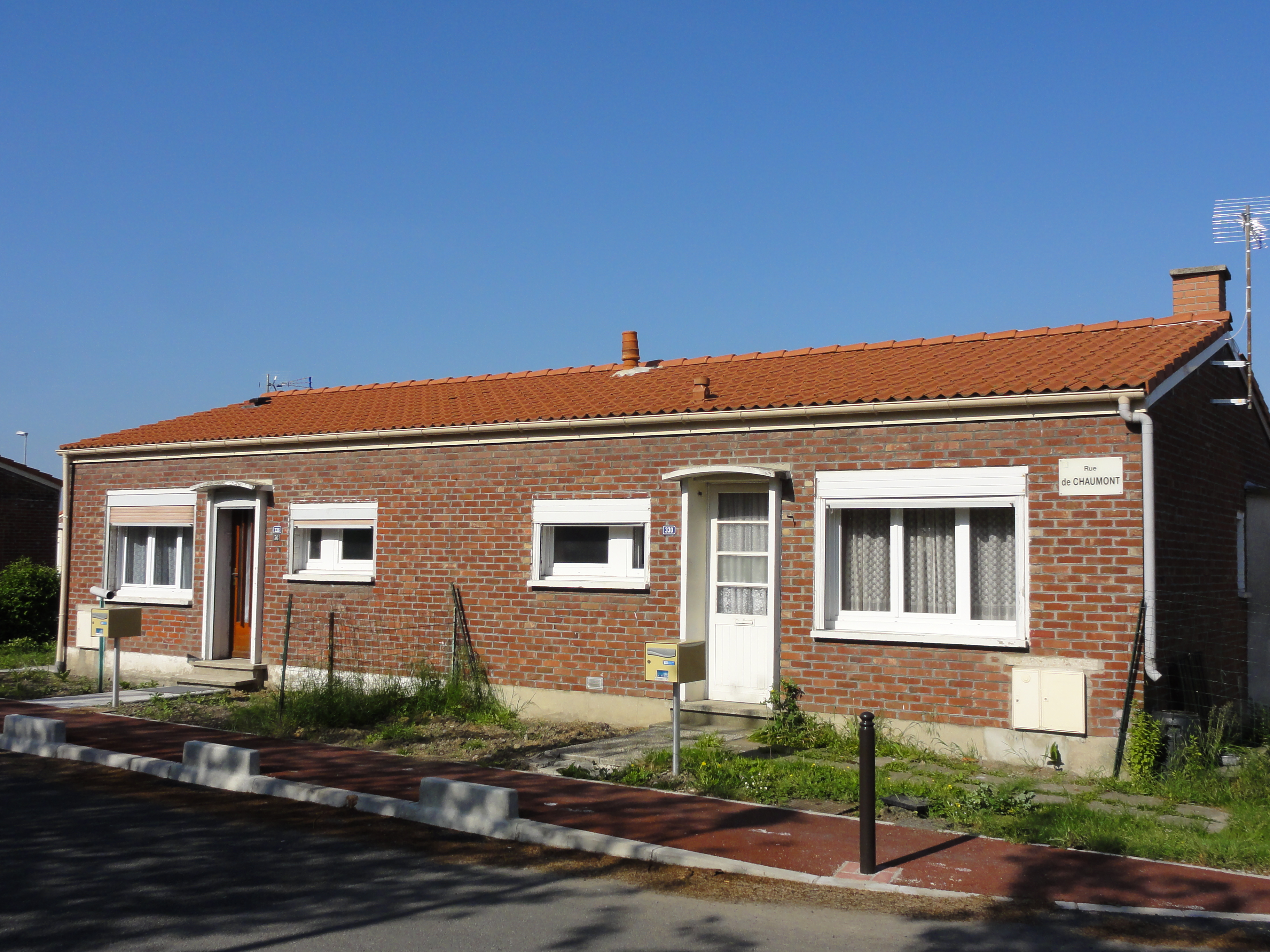
Habitations post-Nationalisation.